# Resolución 1611 del Consejo de Seguridad de las Naciones Unidas
La resolución 1611 del Consejo de Seguridad de las Naciones Unidas, aprobada unánimemente el 7 de julio de 2005, después de reafirmar la resolución 1373 (2001) y la resolución 1566 (2004), y la necesidad de combatir por todos los medios las amenazas a la paz y la seguridad internacionales creadas por actos terroristas, condenó los atentados terroristas cometidos en Londres el 7 de julio de 2005, y consideró que todo acto de terrorismo constituye una amenaza para la paz y la seguridad internacional.
La resolución expresó su más sentido pésame y condolencias a las víctimas de los atentados terroristas y a sus familias, así como al pueblo y al gobierno del Reino Unido, e instó a todos los Estados a que, de conformidad con las obligaciones que le incumben en virtud de la resolución 1373, cooperasen activamente en la labor encaminada a hallar y someter a la acción de la justicia a los autores, organizadores y patrocinadores de los ataques terroristas.
Finalmente, el Consejo expresó su absoluta determinación de luchar contra el terrorismo.